# کشتی سنگالی

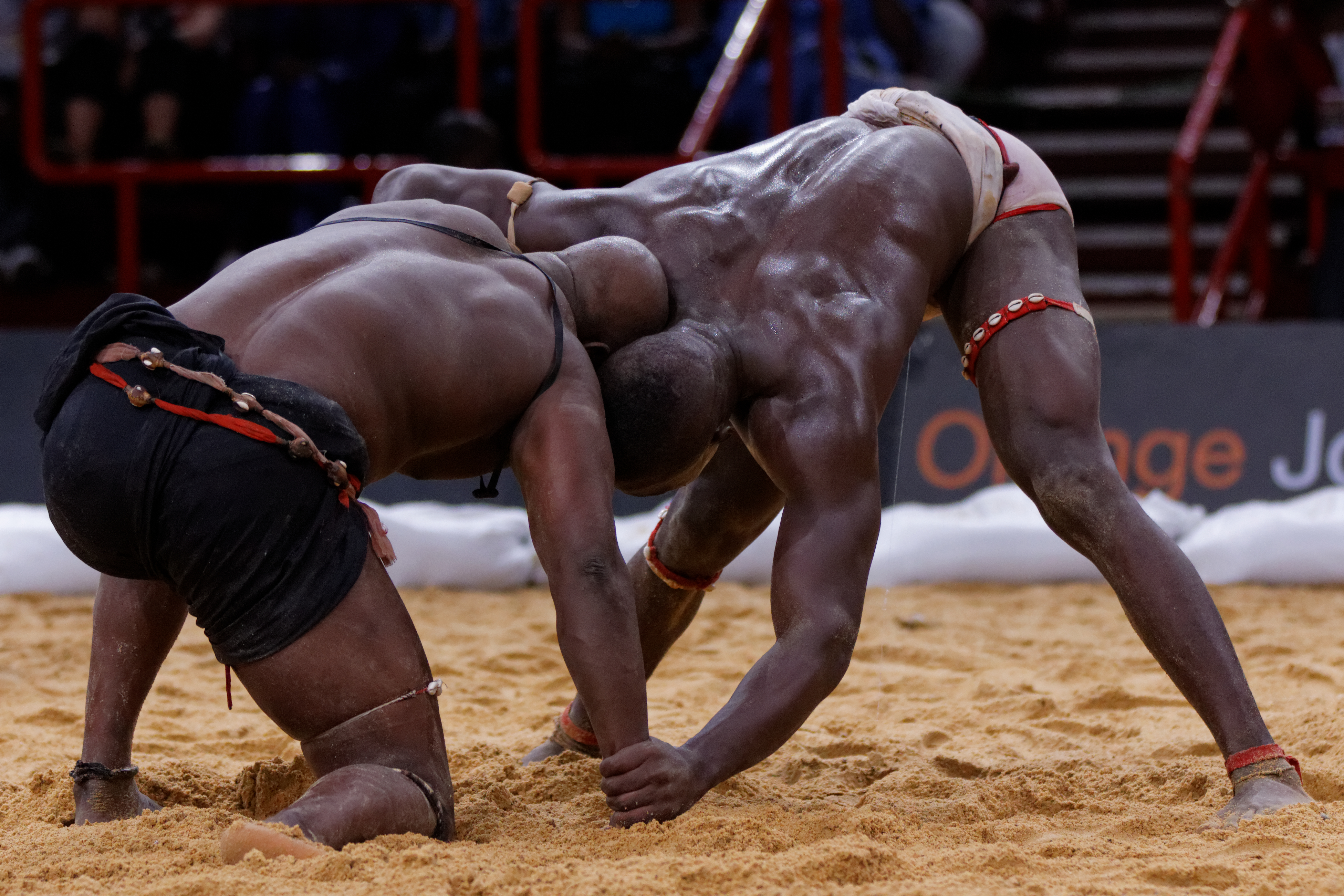
دو کُشتی‌گیر سنگالی با یکدیگر گلاویز شده و برای به زمین‌زدن یا بی‌تعادل کردن حریف خود تلاش می‌کنند.

کُشتی سِنِگالی (به فرانسوی: Lutte sénégalaise) نوعی از کشتی‌های قومی و از کُشتی‌های سنتی غرب آفریقا است که به‌شکل سنتی توسط مردمان سِرِر انجام می‌گرفت. امروزه این ورزش، یک ورزش ملی در کشور سنگال است و همچنین در بخش‌هایی از کشور گامبیا انجام می‌شود. کُشتی سِنِگالی بر روی شِن ساحلی انجام می‌شود.